# Мятеж Ань Лушаня
Мятеж Ань Лушаня или Восстание Ань Лушаня (кит. 安史之亂) — гражданская война в танском Китае, продолжавшаяся в царствование трёх императоров, с 16 декабря 755 по 17 февраля 763 года. Самый масштабный внутрикитайский военный конфликт средневековой эпохи, происходивший в условиях формального сохранения единства страны. Восстание оказало определяющее влияние на развитие кризисных явлений в империи Тан и тем самым — на историю всего восточноазиатского региона.

## Внешнеполитический фон

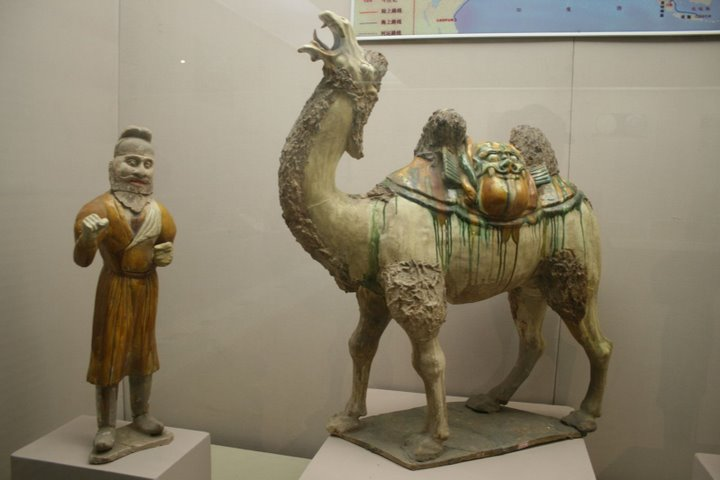
Глиняный верблюд эпохи Тан с согдийским погонщиком (сань-цай)

К 700 году, помимо территории, населённой собственно китайцами и близкими к ним по своей культуре народами, под властью династии Тан номинально находились обширные земли Центральной Азии, включая значительную часть территории Согдианы, Семиречья и Таримского бассейна и другие.
С другой стороны, неудачная осада Константинополя 717—718 годов окончательно подорвала ресурсы Омейядского халифата и привела к тяжелейшему экономическому кризису, запустившему Аббасидскую революцию. В итоге после битвы на реке Большой Заб в 750 году, Таласской битвы 751 года и основания халифом Аль-Мансуром новой столицы Багдада в 762 году, была изменена система международных торговых путей и остановлено экономическое продвижение Танской империи на запад, что привело к экономическому и промышленному спаду, спровоцировав массовую безработицу и внутреннюю миграцию.

## Подоплёка мятежа

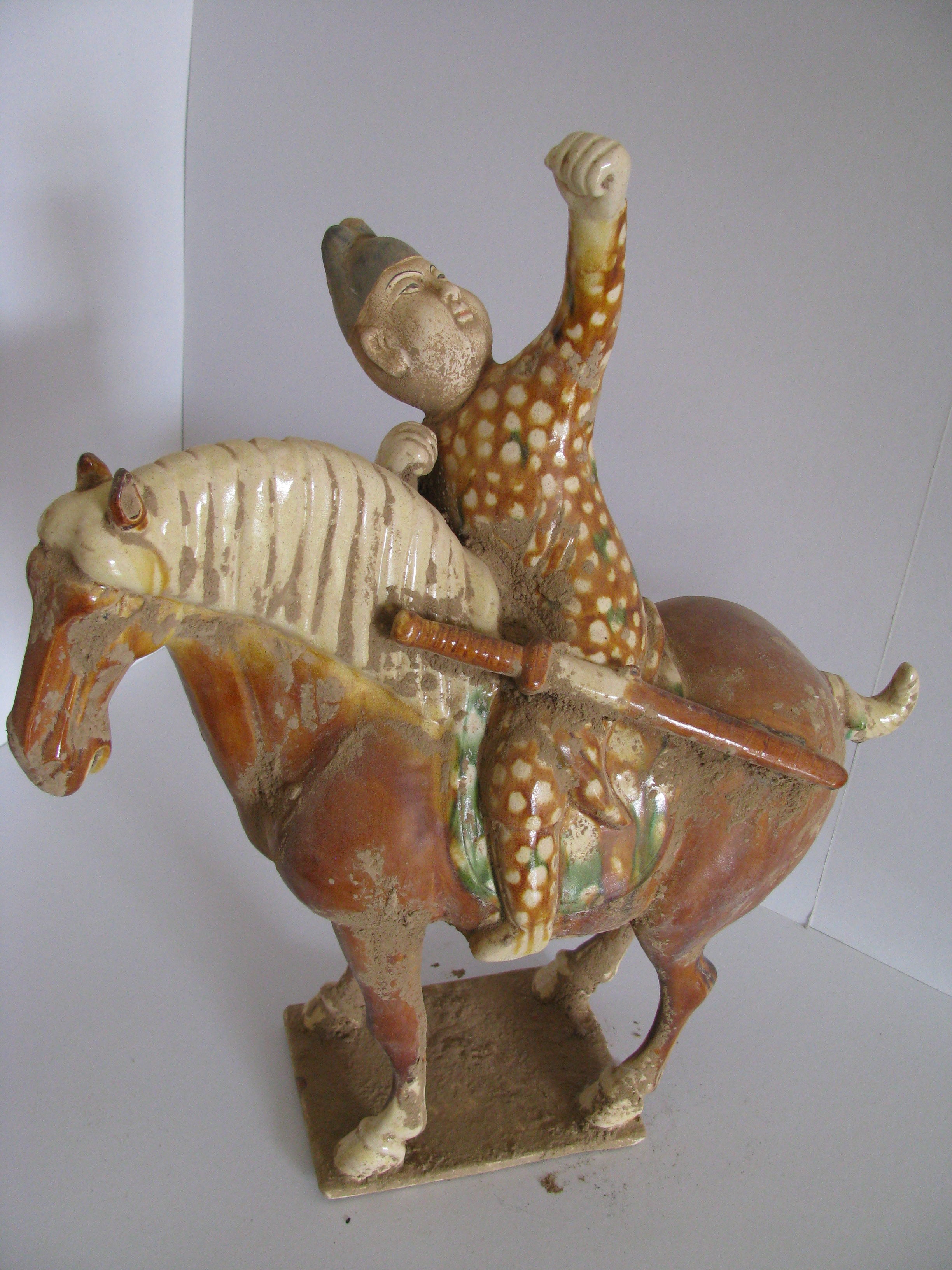
Стреляющий конный лучник эпохи Тан

Во главе восстания стоял тюрок или согдиец на танской службе, Ань Лушань. Своим продвижением по службе он был обязан недальновидности императорского советника Ли Линьфу, который опасался козней со стороны китайских сановников, а честолюбивых инородцев на императорской службе считал относительно безобидными. В то же время пограничные армии с подачи Ань Лушаня и других военачальников комплектовались преимущественно кочевниками.
Об армии Ань Лушаня, сравнивая его с древним победителем народа хунну Хо Цюйбином, восторженно писал в 751 году в стихотворении «В поход за Великую стену (на киданей)» великий поэт Ду Фу:
Мы вышли утром из лагеря, что у ворот Лояна,
И незаметно в сумерках взошли на Хэянский мост.
Расшитое золотом знамя закат осветил багряный,
Ржанье коней военных ветер кругом разнёс.
На ровном песке повсюду раскинулись наши палатки,
Выстроились отряды и перекличка слышна.
Ночной покой охраняют воинские порядки,
И с середины неба за ними следит луна.
Несколько флейт вздохнули печальными голосами,
И храбрецы вздохнули, глядя в ночную синь.
Если спросить у воинов — кто командует вами?
Наверно они ответят — командует Хо Кюй-бинь.
К танскому двору в Чанъани, где «северных варваров» не жаловали, в северных армиях относились с презрением. После поражения в Таласской битве и смерти Ли Линьфу в приграничных гарнизонах начался разброд. Ань Лушань воспользовался этим для того, чтобы убедить императора Сюань-цзуна в необходимости замены 36 высших офицеров из числа ханьцев верными ему лично степняками. Среди привлечённых им советников были даже представители властвовавшего над тюркютами клана Ашина.

## Поход на Чанъань

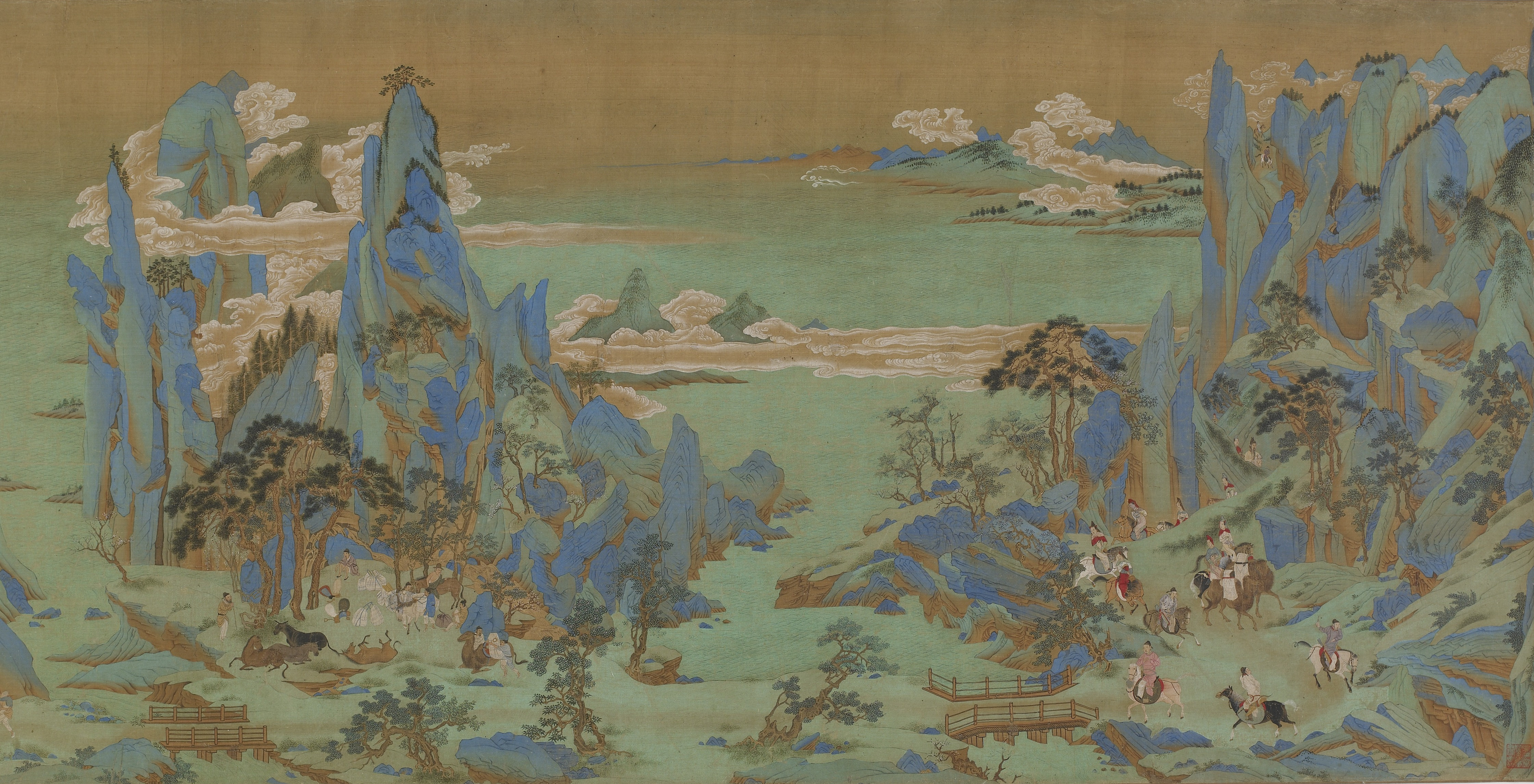
Цю Ин. Бегство императора в Сычуань (XVI век)

В декабре 755 года Ань Лушань, раздражённый происками придворного клана Янов (который представляли императорская наложница Ян-гуйфэй и советник императора Ян Гочжун), двинул свою армию из провинции Хэбэй на столицу, якобы с целью свержения ненавистных солдатам придворных. Получив заверения в личной неприкосновенности, на его сторону переметнулись многие императорские чиновники на местах. Против него Ян Гочжун выслал две армии, числом в 60 и 110 тысяч, но обе они были разбиты восставшими. Зимой 756 года их гибель оплакал Ду Фу:
Пошли герои снежною зимою
На подвиг, оказавшийся напрасным,
И стала кровь их в озере водою,
И озеро Чэньтао стало красным.
В далеком небе дымка голубая,
Уже давно утихло поле боя,
Но сорок тысяч воинов Китая
Погибли здесь, пожертвовав собою.
Вдохновлённый победами, Ань Лушань по занятии древней столицы Лояна прекратил прикрываться именем танского императора и объявил себя основателем новой императорской династии Янь. Сюань-цзун с приближёнными бежал из Чанъани, однако даже личная стража его бунтовала, считая виновницей всех бед прекрасную Ян-гуйфэй. Её задушили тонким шёлковым шнурком, а её двоюродный брат Ян Гочжун повесился на дороге. Император Сюань-цзун отрёкся от престола в пользу сына Су-цзуна и укрылся в труднодоступном горном замке провинции Сычуань.

## Сопротивление мятежникам
Сопротивление мятежникам возглавил наследник престола, опиравшийся на армии, расквартированные у западных пределов империи. В сентябре 756 года он привлёк на свою сторону обитателей западных стран — тибетцев, хотанцев, уйгуров, арабов и даже западных цянов — предков современных бирманцев. В знак союза с Уйгурским каганатом император Су-цзун признал его равенство Танской империи и женился на уйгурской царевне.
В январе 757 года Ань Лушань пал от руки собственного евнуха, однако смерть его тщательно скрывали. В сентябре в Китай вторглось войско иноземцев под «волчьими» знамёнами уйгурского кагана. Мятежники были разгромлены сторонниками императора и уйгурами у берегов реки Фыншуй, их потери исчислялись тысячами. Чанъань, некогда самый населённый город мира, к тому времени совершенно обезлюдел и был сдан имперцам и уйгурам без боя.
Мятежники сделали своей столицей Фаньян и направляли оттуда отряды на осаду верного императору киданьского гарнизона в Тайюане. Между тем тюркюты вели собственную игру, пытаясь завладеть северными рубежами трещавшей по швам империи. Уйгуры орудовали от имени императора на юге, в отрогах Наньшаня, грабили буддийские монастыри и творили насилие над мирными жителями. Откупиться от них и заставить удалиться удалось подношением 10 тысяч кусков шёлка. Ду Фу как очевидец этих событий писал:
Я слышу народа китайского стон.
Плывут мертвецы по великой реке,
А женщин и девушек, взятых в полон,
Терзают от их деревень вдалеке.

## Реставрация танской династии в столицах
Овладев с уйгурской помощью Чанъанем, император Су-цзун в 758 году вернул в Чанъань престарелого отца Сюань-цзуна. Вместе с реставрацией танского режима в китайскую политику вернулись прежние придворные интриги. Жертвами старческого гнева Сюань-цзуна становились как подлинные изменники, так и мнимые, включая трёх сыновей. «Всех убивал, один лишь жить хотел», — отмечает современник.
Между тем мятежники во главе с сыном Ань Лушаня оставили Лоян и ретировались за Хуанхэ. Главным событием 759 года стала осада вождей мятежа в городе Ечэн. Небывало сильный тайфун нанёс урон обеим армиям. Победителем из кампании 759 года вышел бывший предводитель восточной танской армии, Ши Сымин, казнивший сына Ань Лушаня и сам принявший императорский титул.
Как только Ши Сымин перешёл в наступление, император испугался, что мятеж обретает второе дыхание. Он вновь послал за помощью к уйгурскому кагану, выдав за него дочь и называя его своим двоюродным братом.
Китайцы произвели в Сычуани тотальную мобилизацию. Ду Фу описывает душераздирающие сцены отправки на фронт юношей, почти детей, и патриотизм женщин, добровольно идущих на войну в качестве обслуги.

## Восстание семейства Ши
Ши Сымину удалось взять Кайфын и продолжать сопротивление императорской армии до апреля 761 года. В этом месяце он повторил судьбу Ань Лушаня: пал от руки заговорщиков, возведших на престол его сына. Центр боевых действий к этому времени переместился в западную провинцию Ганьсу, где помимо мятежников разбойничали тибетцы.
Чувствуя недостаточность собственных сил, сын Ши Сымина Ши Чаои пытался щедрыми дарами переманить на свою сторону уйгуров. Как показал весь ход восстания, именно опора на уйгуров играла решающую роль в сохранении Танской династии у власти. Император Дай-цзун, унаследовавший престол после смерти Сюань-цзуна, ценой новых уступок возобновил осенью 762 года военный союз с уйгурами.
Совместными усилиями император и уйгуры уничтожили последние очаги сопротивления мятежников. 20 ноября был взят Лоян, за ним последовал и Фаньян. Император объявил о том, что прощает как повстанцев, так и тех, кто с ними сотрудничал. Это позволило подвести черту под семью годами мятежа. Последний вождь мятежников, Ши Чаои, был найден повешенным в лесу.

## Последствия
Вскоре после подавления восстания Ань Лушаня вспыхнул новый мятеж. Военачальники не желали складывать оружие в условиях китайско-тибетской войны. Тибетцы 18 ноября 763 года заняли и разорили столичный Чанъань и перешли в наступление в провинции Сычуань. В 765 году Пугу Хуайэнь в союзе с уйгурскими и тибетскими войсками начал еще одну осаду Чанъаня. Кроме того, генералам Янь, которые сдались Тан, император Дайцзун разрешил остаться в качестве независимых военных губернаторов (цзедуши), это положило начало эпохе милитаризма, которая преследовала Тан на протяжении всей остальной династии. Вся последующая история династии вплоть до воцарения Сунского дома в 960 году представляет собой непрерывную цепь мятежей и междоусобиц. 
О состоянии Китая после гражданской войны написал Бо Цзюйи:
В девятый месяц во всем Сюйчжоу, с недавнею войной,
Стенаний ветер, убийства воздух на реках и горах.
И только вижу, в одном Люгоу, у храма под горой,
Над самым входом, совсем как прежде, белеют облака.
Фигура Ань Лушаня была не только почитаема, но и обожествляема в пограничных гарнизонах, охранявших северные рубежи Поднебесной. Поднятый им мятеж стал переломным моментом в истории не только династии Тан, но и всего средневекового Китая. Он вскрыл слабость танского режима и силу пограничных наместников — цзедуши. С начала мятежа и до падения династии Юань во второй половине XIV века китайскую историю писали преимущественно кочевники.

## Историческое значение
Согласно официальным подсчётам налогоплательщиков, за время восстания население Китая сократилось на 36 миллионов, что составляло две трети от общего числа налогоплательщиков и шестую часть населения всего мира, едва превышавшего тогда 200 млн человек. Таким образом, до Второй мировой войны это был крупнейший вооружённый конфликт по числу жертв за всю историю человечества. Стивен Пинкер в книге «Лучшее в нас» приводит эти цифры в качестве самой кровопролитной (в процентном отношении от населения Земли) войны в истории, хоть и отмечает их сомнительность.
Впрочем, такие историки, как Чарльз Патрик Фицджеральд, ставят столь огромное число потерь под сомнение. Более вероятно, что основная масса населения переселилась из неспокойного, открытого степнякам северного Китая, где стояли древние столицы Лоян и Чанъань, в более спокойные земли на юге, и в первую очередь в дельту Янцзы. Последующие национальные династии предпочитали править Поднебесной уже оттуда. Кроме того, при оценке официальной статистики следует иметь в виду, что за время восстания территория, с которой собирались налоги в императорскую казну, значительно сократилась.
Согдийские торговцы продолжали играть значимую роль в экономике Китая после поражения мятежа, но многие из них были вынуждены скрывать свою этническую принадлежность. Согдийцем был Ань Чунчжан, военный министр империи и наместник Лян, который в 756 году попросил императора Су-цзуна позволить ему изменить своё имя на Ли Баоюй, испытывая стыд за то, что разделяет одну фамилию с вождём повстанцев. Это изменение было принято ретроактивно для всех членов его семьи, так что его предкам также была дарована фамилия Ли.